# باغ هزارتو

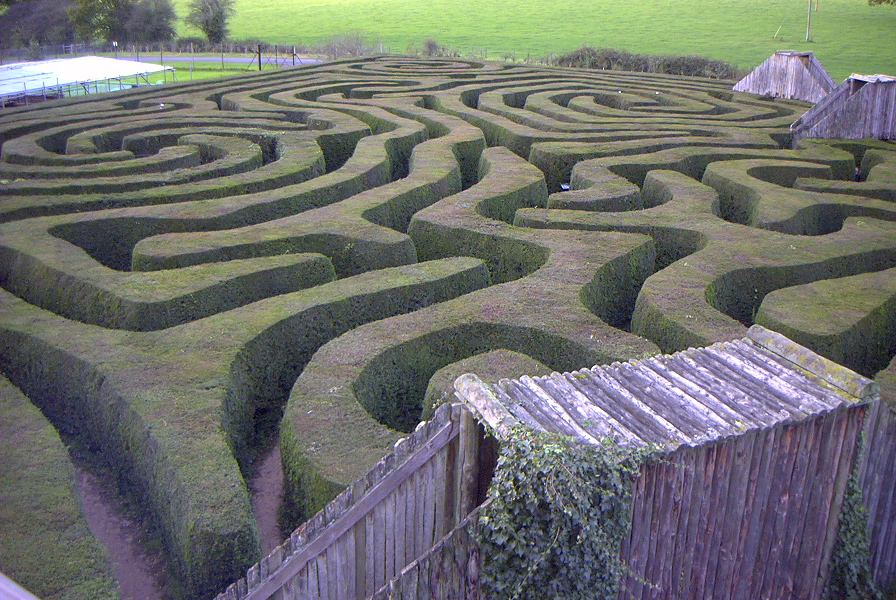
یک باغ پرپیچ‌وخم در انگلستان

باغ هزارتو، باغ مارپیچ، باغ پرپیچ‌وخم یا راه پرپیچ‌وخم عبارت است از یک مسیر یا مجموعه‌ای از مسیرهای مختلف که معمولاً از یک مبدأ شروع می‌شوند و به یک مقصد واحد ختم می‌شوند. پازل پر پیچ و خم هم نوعی بازی است که باید مسیر درست را در آن پیدا کرد. این کلمه به معنای اصطلاح "هزارتو" هم به کار می‌رود.

## ساخت و ساز یک باغ هزارتو

پیچ و خم کوچک با یک ورودی و یک خروجی.

باغ‌های هزارتو در پارکها، مزرعه‌ها و مکانهای عمومی ساخته می‌شوند و می‌توانند جاذبه گردشگری باشند. پیچ و خم‌های سالنی هم در درون ساختمانها ساخته می‌شوند و معمولاً از آینه در ساخت آنها استفاده می‌شود. پیچ و خم همچنین می‌تواند یک مسیر یا شکل ترسیم شده روی کاغذ باشد که در این صورت حرکت با سیاه کردن مسیر با مداد مشخص می‌شود.

## تولید پیچ‌و‌خم‌ها
الگوریتم ساخت هزارتو در رایانه می‌تواند در این زمینه کمک کند.
دو روش اصلی برای ایجاد پیچ و خم‌ها وجود دارد. در معابر روباز شبکه‌ای از مسیرها ایجاد می‌شود و در محل‌های کوچک دیوارهایی ساخته می‌شود.

## حل کردن مارپیچ‌ها
حل پیچ و خم عبارت است از پیدا کردن یک مسیر در دل یک پیچ و خم آغاز تا پایان. به عبارت دیگر، پاسخگو یا فرد باید بتواند مسیر درست را برای رسیدن از ابتدا به انتهای مارپیچ تشخیص دهد.

## مارپیچ‌های در آزمایش‌های روان‌شناسی
پیچ و خم‌ها اغلب استفاده می‌شود در آزمایشهای روانشناختی به منظور مطالعه ناوبری و یادگیری افراد. چنین آزمایش به‌طور معمول با استفاده از موش صورت می‌گیرند.

### نگارخانه

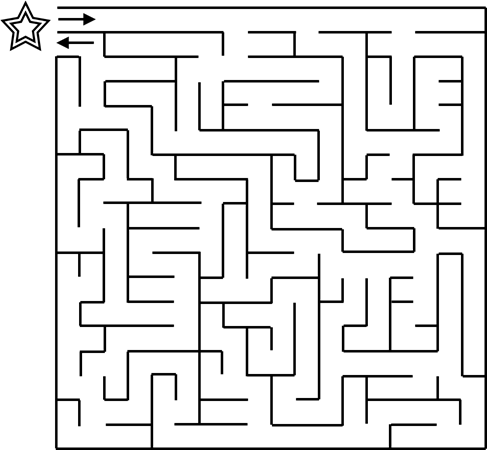
استاندارد پیچ و خم: پیدا کردن یک راه از و بازگشت به ستاره.
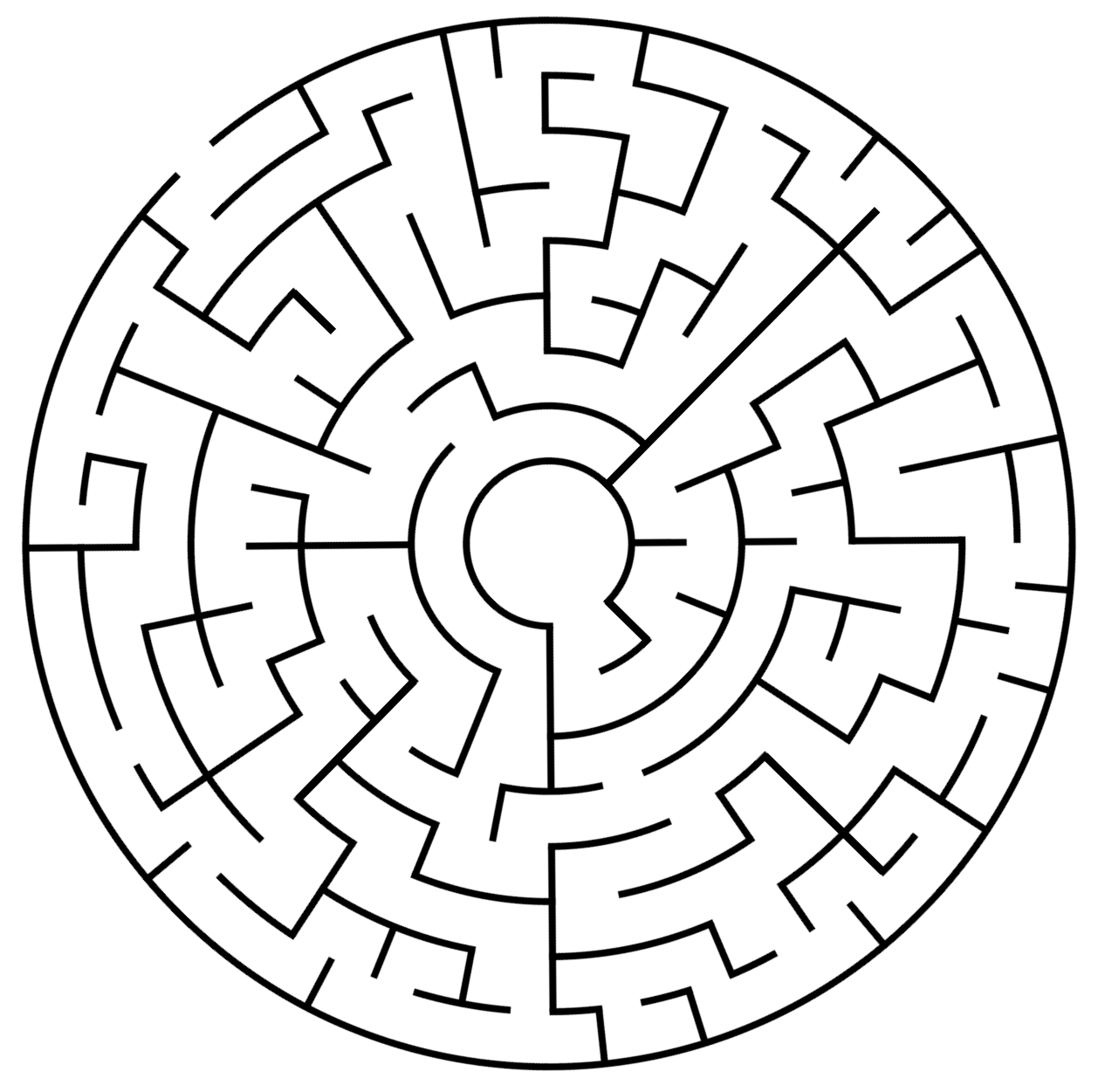
دایره پیچ و خم نوع: پیدا کردن یک مسیر به مرکز پیچ و خم.
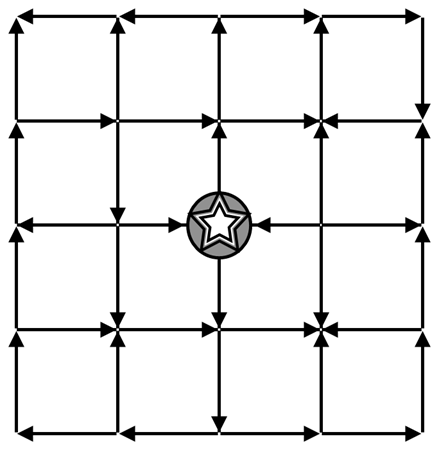
حلقه و پیچ و خم تله: به دنبال فلش و از پشت به ستاره
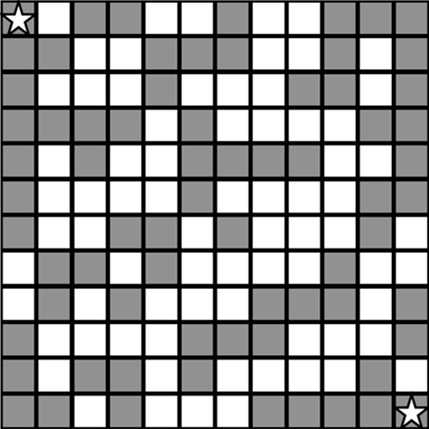
بلوک پیچ و خم: پر در چهار بلوک به یک جاده اتصال ستاره. هیچ diagonals.
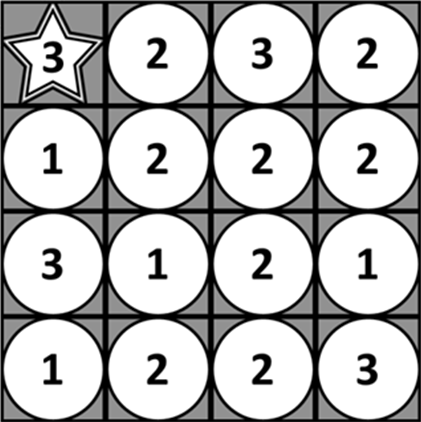
تعداد پیچ و خم: شروع و پایان در ستاره است. با استفاده از این شماره خود را در فضای پرش که تعداد بلوک در یک خط مستقیم به یک فضای جدید است. هیچ diagonals.

## مارپیچهای در فرهنگ عامه

### مارپیچ‌های داستانی
- فیلم درخشش اقتباسی از رمان استیون کینگحاوی صحنه‌های دلخراشی است که در یک مارپیچ گیاهی بزرگ در جلوی یک هتل اتفاق می‌افتد.